# Liste der Ortschaften in Tennessee

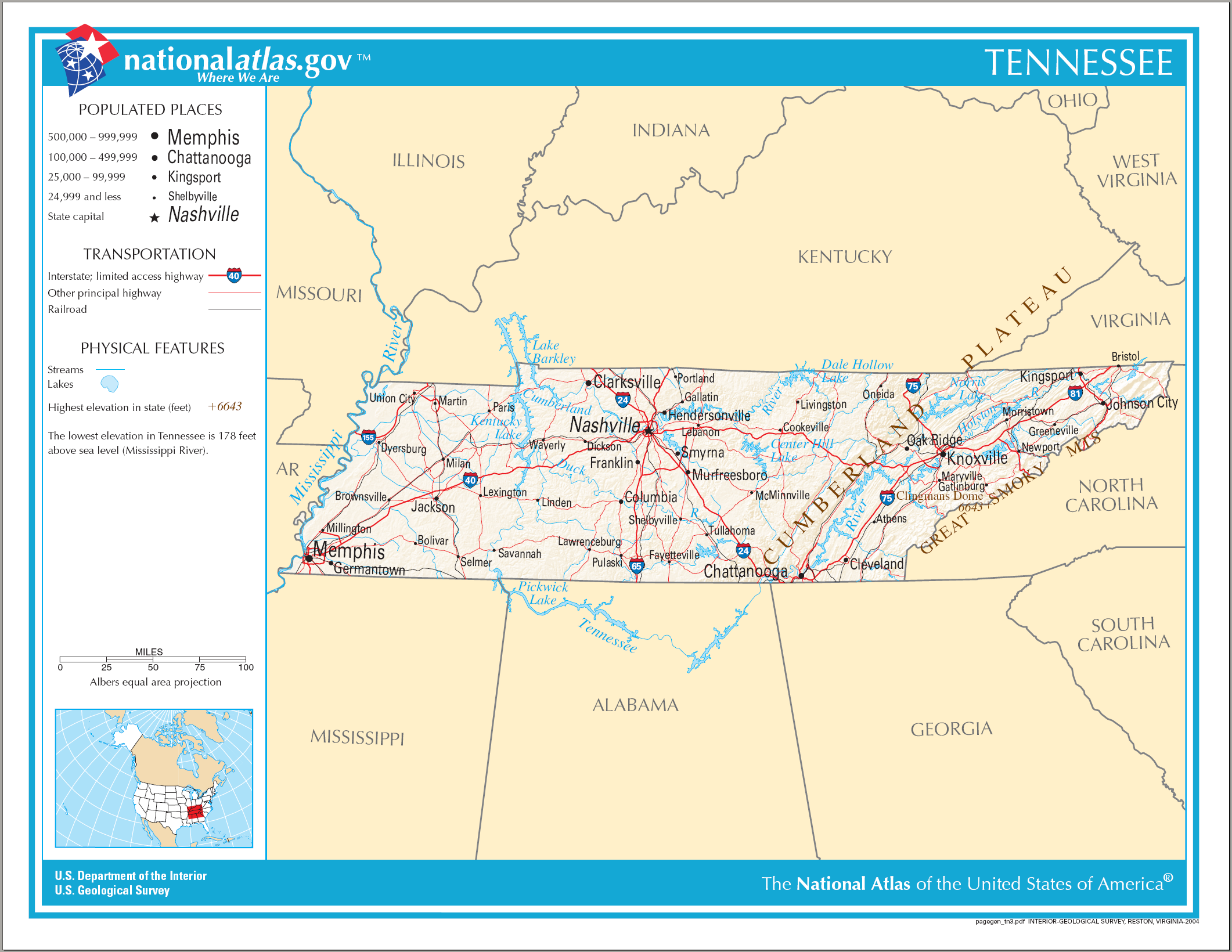
Karte von Tennessee

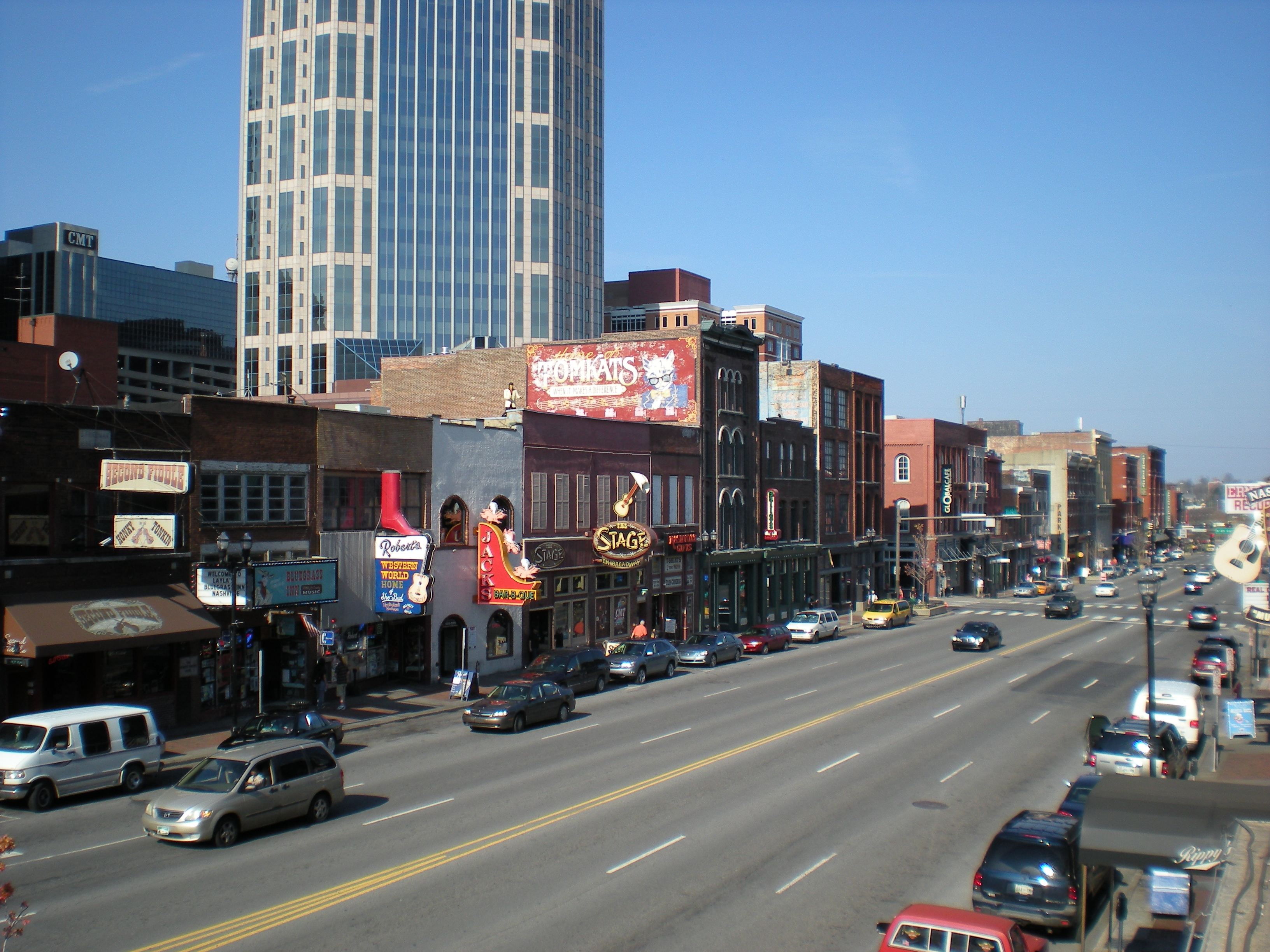
Tennessees Hauptstadt Nashville

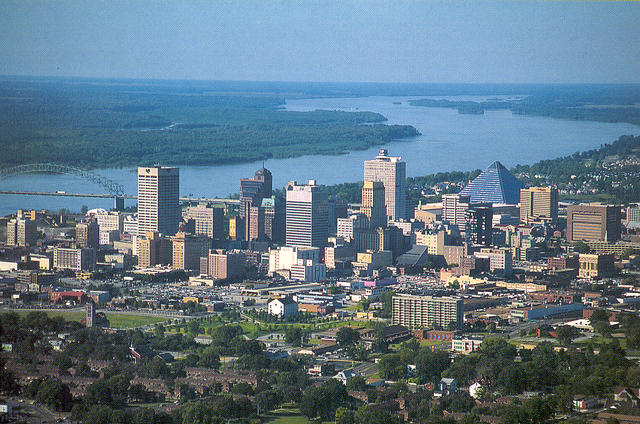
Memphis, die zweitgrößte Stadt in Tennessee

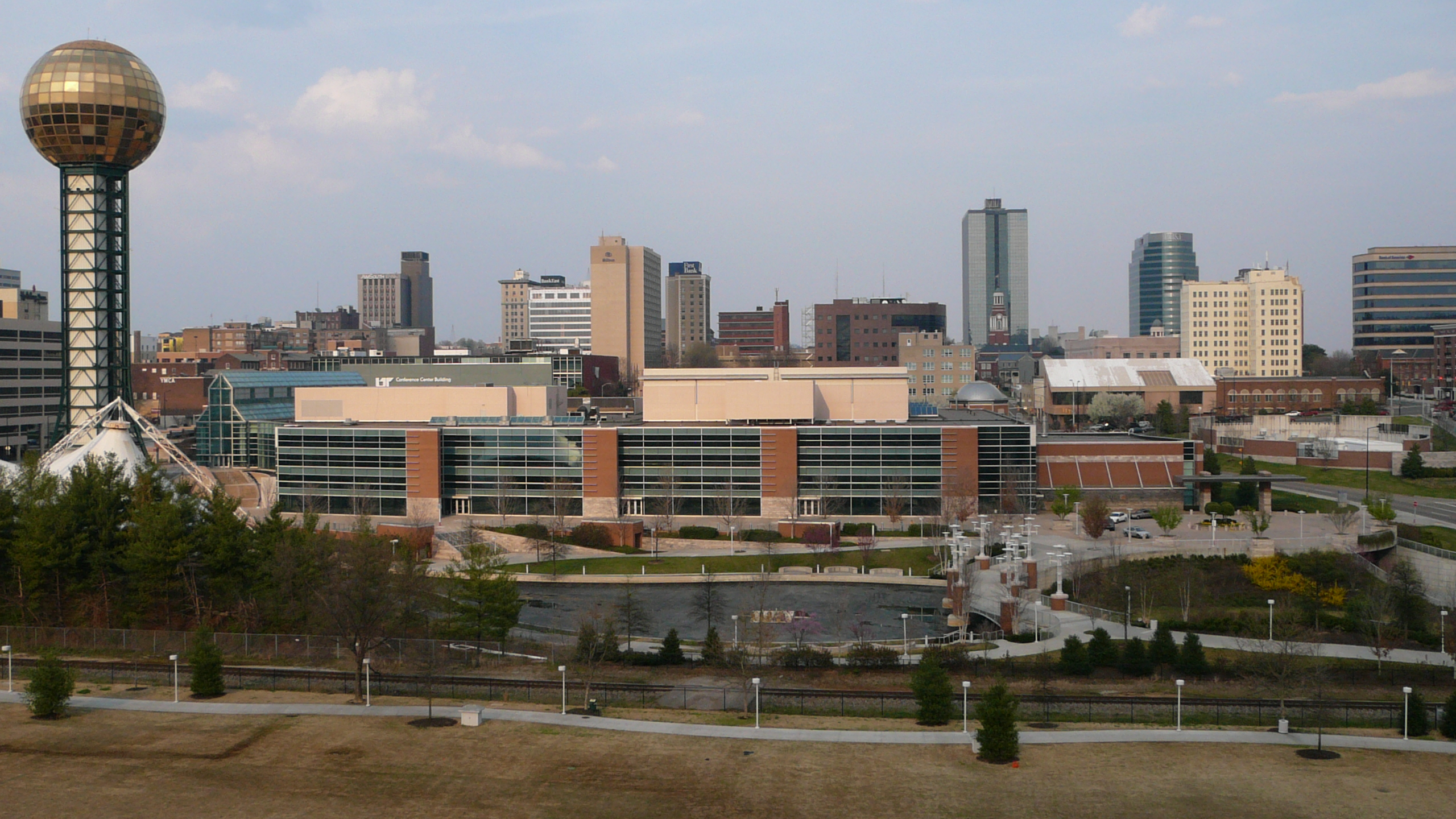
Knoxville

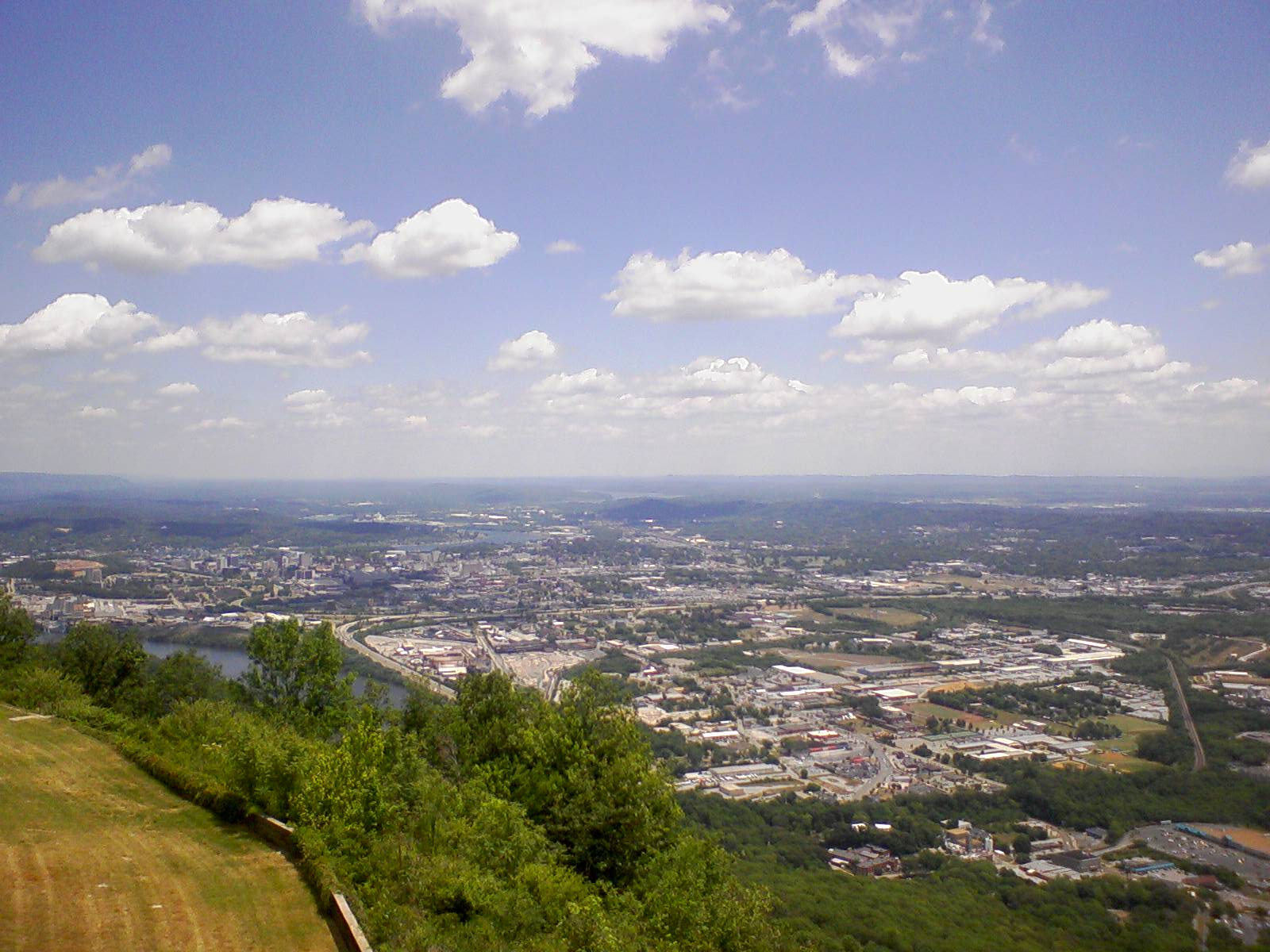
Chattanooga

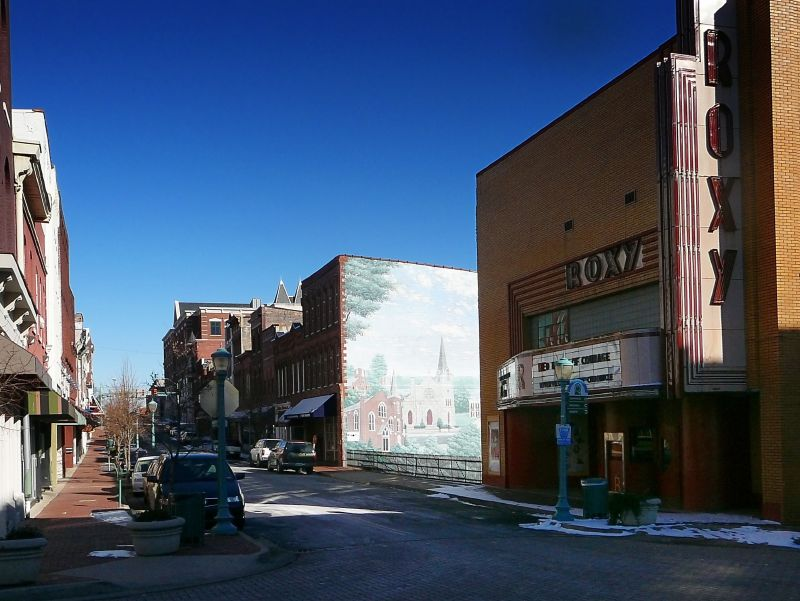
Clarksville

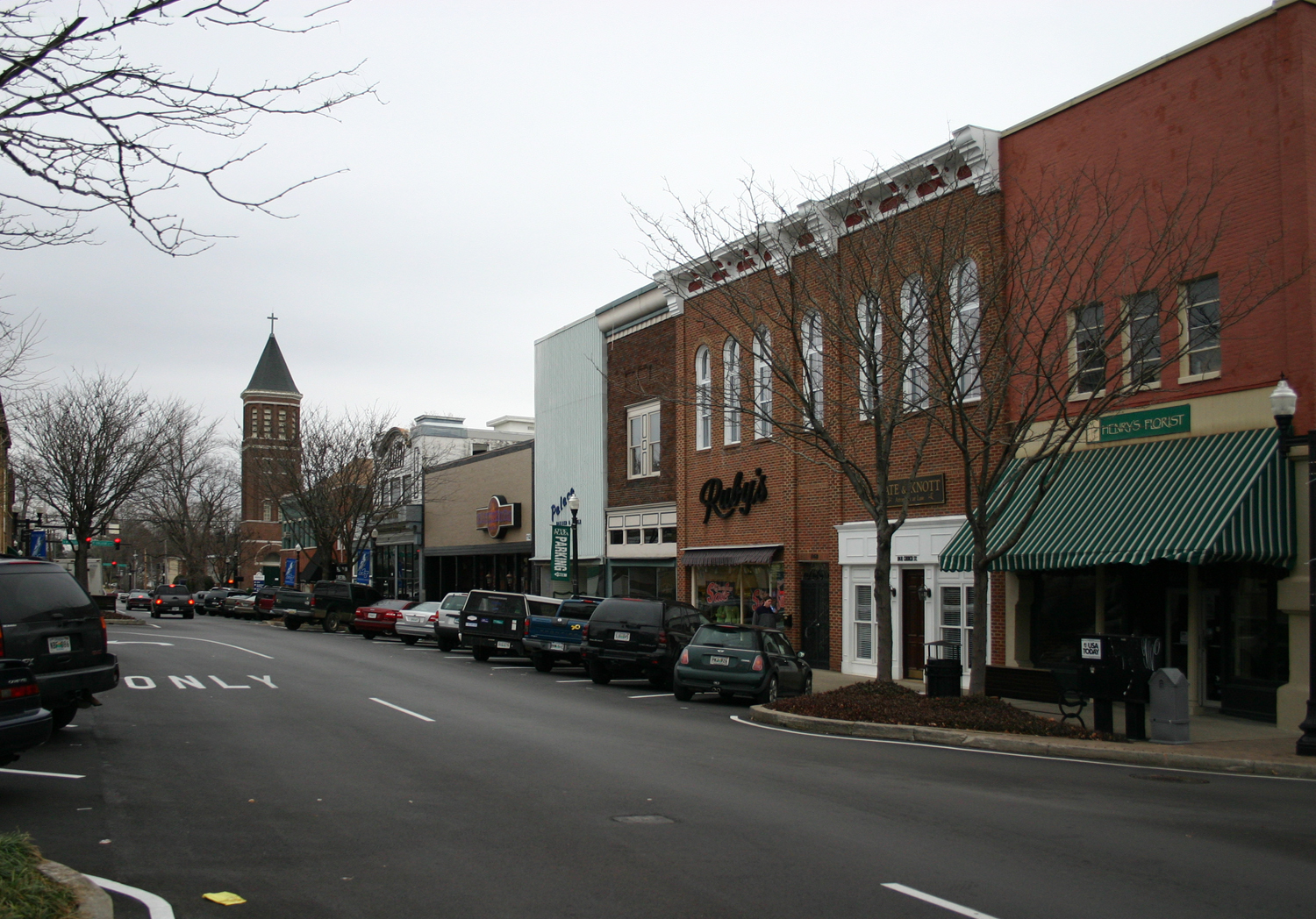
Murfreesboro

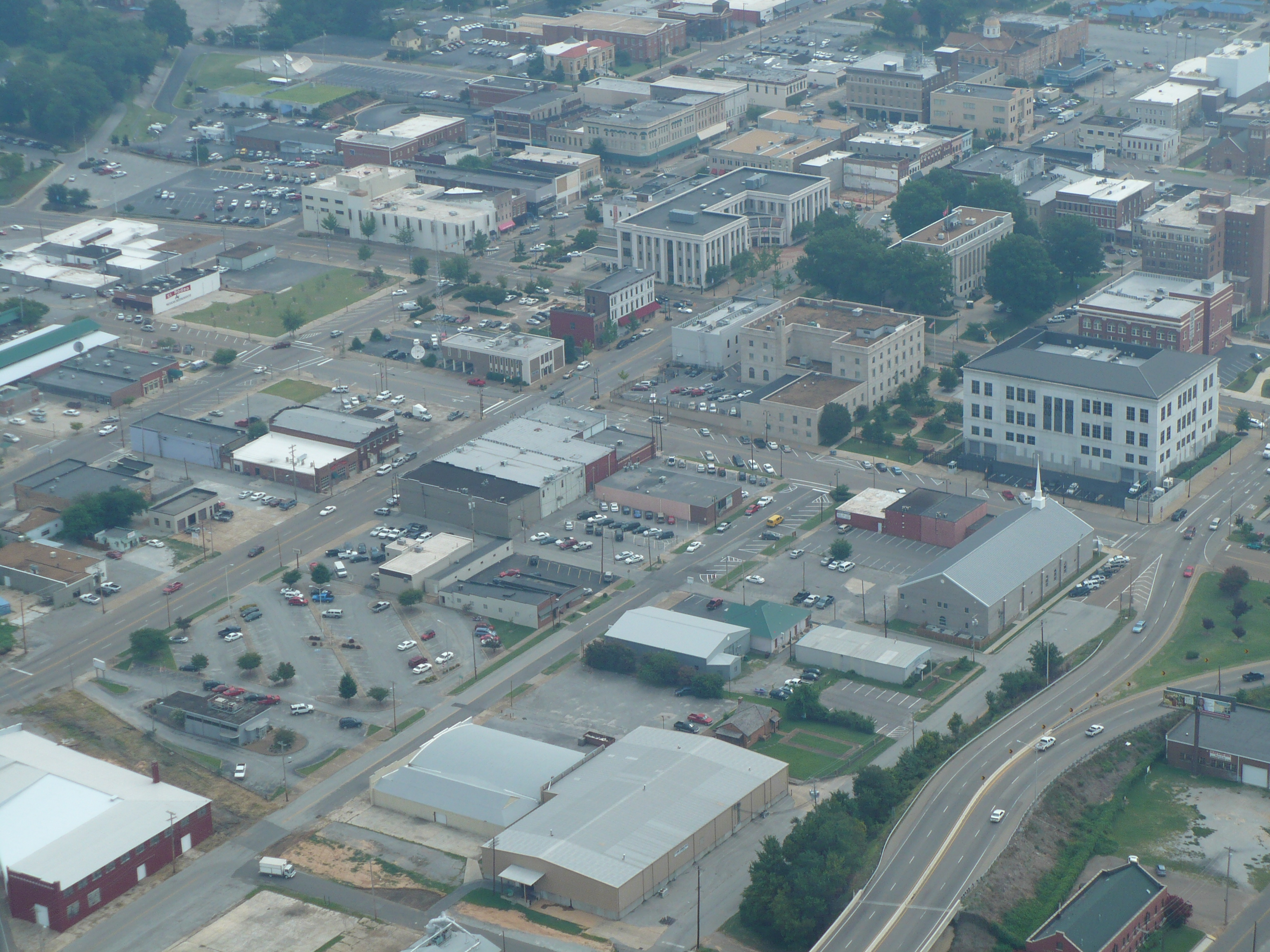
Jackson

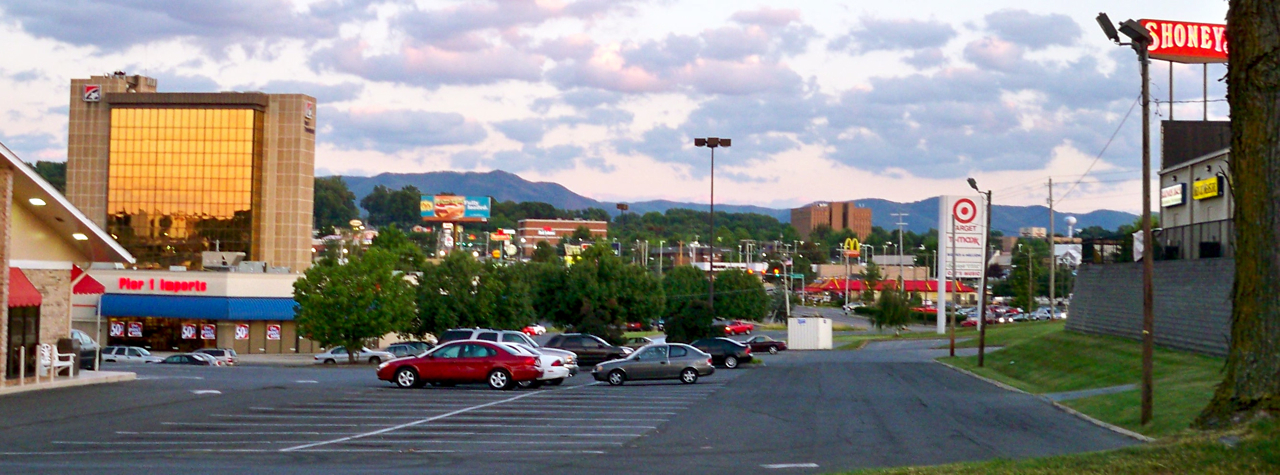
Johnson City

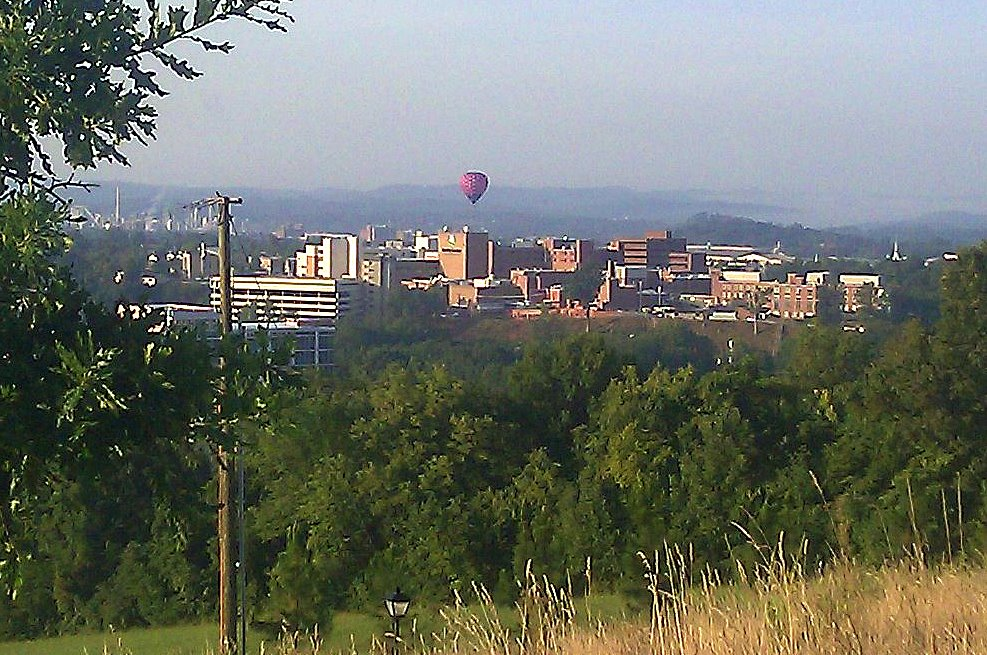
Kingsport

Die folgende Liste zeigt alle Kommunen und Siedlungen im US-Bundesstaat Tennessee. Sie enthält sowohl Citys und Towns als auch Census-designated places (CDP).
Die obere Tabelle enthält die Siedlungen, die bei der Volkszählung im Jahr 2020 mehr als 10.000 Einwohner hatten. Ebenfalls aufgeführt sind die Daten der vorherigen Volkszählung im Jahr 2000 und 2010. Die Rangfolge entspricht den Zahlen von 2020.
| Rang (2020) | Ort            | Einwohner 2020 | Einwohner 2010 | Einwohner 2000 | Typ  | County(s)                    |
| ----------- | -------------- | -------------- | -------------- | -------------- | ---- | ---------------------------- |
| 1           | Nashville      | 689.447        | 603.465        | 547.877        | City | Davidson                     |
| 2           | Memphis        | 633.104        | 651.874        | 689.199        | City | Shelby                       |
| 3           | Knoxville      | 190.740        | 178.137        | 173.812        | City | Knox                         |
| 4           | Chattanooga    | 181.099        | 170.319        | 159.925        | City | Hamilton, Marion             |
| 5           | Clarksville    | 166.722        | 132.881        | 103.601        | City | Montgomery                   |
| 6           | Murfreesboro   | 152.769        | 109.100        | 73.533         | City | Rutherford                   |
| 7           | Franklin       | 83.454         | 62.572         | 45.838         | City | Williamson                   |
| 8           | Johnson City   | 71.046         | 63.376         | 55.523         | City | Carter, Sullivan, Washington |
| 9           | Jackson        | 68.205         | 66.844         | 59.951         | City | Madison                      |
| 10          | Hendersonville | 61.753         | 51.333         | 41.594         | City | Sumner                       |
| 11          | Bartlett       | 57.786         | 56.938         | 45.651         | City | Shelby                       |
| 12          | Kingsport      | 55.442         | 53.006         | 52.148         | City | Hawkins, Sullivan            |
| 13          | Smyrna         | 53.070         | 40.420         | 28.207         | Town | Rutherford                   |
| 14          | Collierville   | 51.324         | 45.599         | 33.706         | Town | Shelby                       |
| 15          | Spring Hill    | 50.005         | 29.107         | 8.021          | City | Maury, Williamson            |
| 16          | Cleveland      | 47.356         | 41.251         | 36.965         | City | Bradley                      |
| 17          | Brentwood      | 45.373         | 37.067         | 26.103         | City | Williamson                   |
| 18          | Gallatin       | 44.431         | 30.347         | 23.287         | City | Sumner                       |
| 19          | Columbia       | 41.690         | 34.648         | 33.381         | City | Maury                        |
| 20          | Germantown     | 41.333         | 38.844         | 37.667         | City | Shelby                       |
| 21          | Mount Juliet   | 39.289         | 24.783         | 14.710         | City | Wilson                       |
| 22          | La Vergne      | 38.719         | 32.588         | 18.687         | City | Rutherford                   |
| 23          | Lebanon        | 38.431         | 26.190         | 20.460         | City | Wilson                       |
| 24          | Cookeville     | 34.842         | 31.120         | 26.873         | City | Putnam                       |
| 25          | Maryville      | 31.907         | 27.436         | 23.004         | City | Blount                       |
| 26          | Oak Ridge      | 31.402         | 29.328         | 27.387         | City | Anderson, Roane              |
| 27          | Morristown     | 30.431         | 29.137         | 26.454         | City | Hamblen, Jefferson           |
| 28          | Bristol        | 27.147         | 26.702         | 25.444         | City | Sullivan                     |
| 29          | Shelbyville    | 23.557         | 20.335         | 16.248         | City | Bedford                      |
| 30          | Farragut       | 23.506         | 20.676         | 17.720         | Town | Knox, Loudon                 |
| 31          | East Ridge     | 22.167         | 20.991         | 20.682         | City | Hamilton                     |
| 32          | Tullahoma      | 20.339         | 18.634         | 18.250         | City | Coffee, Franklin             |
| 33          | Springfield    | 18.782         | 16.454         | 14.360         | City | Robertson                    |
| 34          | Sevierville    | 17.889         | 14.779         | 12.113         | City | Sevier                       |
| 35          | Goodlettsville | 17.789         | 15.912         | 13.586         | City | Davidson, Sumner             |
| 36          | Dyersburg      | 16.164         | 17.136         | 17.457         | City | Dyer                         |
| 37          | Dickson        | 16.058         | 14.652         | 12.840         | City | Dickson                      |
| 38          | Greeneville    | 15.479         | 15.049         | 15.178         | Town | Greene                       |
| 39          | Seymour        | 14.705         | 13.711         | 10.944         | CDP  | Blount, Sevier               |
| 40          | Arlington      | 14.549         | 11.509         | 2.673          | Town | Shelby                       |
| 41          | Elizabethton   | 14.546         | 14.257         | 13.049         | City | Carter                       |
| 42          | Athens         | 14.084         | 13.703         | 13.144         | City | McMinn                       |
| 43          | Lakeland       | 13.904         | 12.411         | 7.241          | City | Shelby                       |
| 44          | Nolensville    | 13.829         | 5.965          | 3.004          | Town | Williamson                   |
| 45          | Powell         | 13.802         | 12.956         | 11.197         | CDP  | Knox                         |
| 46          | McMinnville    | 13.788         | 13.630         | 12.943         | City | Warren                       |
| 47          | Portland       | 13.156         | 11.487         | 8.522          | City | Sumner                       |
| 48          | Soddy-Daisy    | 13.070         | 12.918         | 11.388         | City | Hamilton                     |
| 49          | White House    | 12.982         | 10.256         | 7.431          | City | Robertson, Sumner            |
| 50          | Lewisburg      | 12.288         | 11.108         | 10.352         | City | Marshall                     |
| 51          | Manchester     | 12.212         | 10.111         | 8.641          | City | Coffee                       |
| 52          | Crossville     | 12.071         | 10.825         | 9.223          | City | Cumberland                   |
| 53          | Red Bank       | 11.899         | 11.645         | 12.185         | City | Hamilton                     |
| 54          | Middle Valley  | 11.695         | 10.912         | 10.278         | CDP  | Hamilton                     |
| 55          | Lawrenceburg   | 11.633         | 10.503         | 10.681         | City | Lawrence                     |
| 56          | Hartsville     | 11.615         | 7.858          | 7.256          | City | Trousdale                    |
| 57          | Union City     | 11.170         | 10.901         | 10.967         | City | Obion                        |
| 58          | Collegedale    | 11.109         | 8.544          | 7.050          | City | Hamilton                     |
| 59          | Alcoa          | 10.978         | 8.401          | 8.127          | City | Blount                       |
| 60          | Martin         | 10.825         | 11.471         | 10.530         | City | Weakley                      |
| 61          | Millington     | 10.582         | 10.810         | 11.106         | City | Shelby                       |
| 62          | Halls          | 10.341         | 9.533          | 8.332          | CDP  | Knox                         |
| 63          | Paris          | 10.316         | 10.130         | 9.874          | City | Henry                        |
| 64          | Lenoir City    | 10.117         | 8.557          | 7.336          | City | Loudon                       |
| 65          | Clinton        | 10.056         | 9.748          | 9.449          | City | Anderson                     |
| 66          | Atoka          | 10.008         | 8.400          | 3.677          | Town | Tipton                       |

Weitere Siedlungen (Citys, Towns und CDPs) in alphabetischer Reihenfolge:

## A
- Adamsville
- Afton
- Alamo
- Allardt
- Altamont
- Andersonville
- Ashland
- Ashland City
- Atwood

## B
- Baileyton
- Baxter
- Bean Station
- Beersheba Springs
- Belcamp
- Bell Buckle
- Bells
- Benton
- Big Sandy
- Bloomingdale
- Bolivar
- Braden
- Bradford
- Bruceton

## C
- Calhoun
- Camden
- Caryville
- Celina
- Centerville
- Chapel Hill
- Charleston
- Charlotte
- Church Hill
- Clarkrange
- Clarksburg
- Clevland
- Coalmont
- College Grove
- Collegedale
- Cookville
- Copperhill
- Corinth
- Counce
- Covington
- Cowan
- Crab Orchard
- Cumberland Gap

## D
- Dandridge
- Dayton
- Decatur
- Decaturville
- Decherd
- Delano
- Doyle
- Dresden
- Dyer

## E
- Eagleton Village
- East Cleveland
- Enville
- Erwin
- Estill Springs
- Etowah
- Eva

## F
- Fairfield
- Fairfield Glade
- Fayetteville
- Fincastle
- Friendship
- Friendsville

## G
- Gadsden
- Gainesboro
- Gallaway
- Gatlinburg
- Gibson
- Gleason
- Gordonsville
- Grand Junction
- Greenland
- Greenville
- Grimsley
- Gruetli-Laager
- Guild

## H
- Halls
- Harriman
- Harrogate
- Henderson
- Hillsboro
- Hixson
- Hollow Rock
- Holston
- Hopewell
- Humboldt
- Huntingdon
- Huntland

## I
- Iron City

## J
- Jacksboro
- Jamestown
- Jasper
- Jefferson City
- Jellico
- Joelton
- Jonesboro

## K
- Kenton
- Kingston
- Kingston Springs

## L
- La Follette
- La Grange
- Lafayette
- Lake Tansi
- Lenoir City
- Lexington
- Linden
- Livingston
- Loudon
- Louisville
- Lowland
- Lutts
- Lynchburg

## M
- Macon
- Madison
- Maury City
- McKenzie
- McLemoresville
- Medina
- Merryville
- Middleton
- Midway
- Milan
- Milledgeville
- Mineral Wells
- Monteagle
- Monterey
- Morgantown
- Morrison
- Moscow
- Mosheim
- Moss
- Mount Pleasant
- Mountain City
- Mountain Home

## N
- New Johnsonville
- New Tazewell
- Newbern
- Newport
- Normandy
- Norris

## O
- Oakland
- Ocoee
- Oliver Springs
- Old Hickory
- Oneida

## P
- Palmer
- Parsons
- Pegram
- Pikeville
- Pleasant Hill
- Pleasant View
- Pulaski

## R
- Riceville
- Ripley
- Rockford
- Rockwood
- Rocky Top
- Rossville
- Russellville
- Rutherford
- Rutledge

## S
- Scotts Hill
- Selmer
- Sewanee
- Silerton
- Smartt
- Smithville
- Sneedville
- Soddy City
- Somerville
- South Cleveland
- South Johnson City
- South Pittsburg
- Sparta
- Spring City
- Springville
- Surgoinsville

## T
- Tazewell
- Tiptonville
- Townsend
- Tracy City
- Trenton
- Trezevant
- Trimble
- Troy
- Tusculum

## U
- Unionville

## V
- Vonore

## W
- Walland
- Wartrace
- Watertown
- Waverly
- Waynesboro
- White Bluff
- Whitlock
- Wildwood
- Wildwood Lake
- Williston
- Winchester
- Woodbury
- Woodstock

## Y
- Yorkville